# 振华4号货船抵御海盗事件
振华4号货船抵御海盗事件，“振华4”轮在苏丹卸货后返航途径亚丁湾水域遭遇9名索马里武装海盗袭击，经过奋力抗击，最终击退海盗。

## 战斗经过

### 与登船海盗周旋
2008年12月17日，9名手持重型機槍及火箭筒等武器的海盜乘2艘海盜船，大約在中午12時登上了屬於中國交通建設上海振華港機公司排水量6萬噸的貨輪「振華4號」的甲板，船正由蘇丹返回上海。船上的30名中國船員拆除2條大約6至7米，連接主甲板同駕駛艙的樓梯，令海盜難以爬上，阻止他們侵入船艙。船員手持消防水龍頭射水，以及利用柴油、棉紗和啤酒瓶自製的200個燃燒彈和海盜周旋，同時向國際海事組織求援。

### 大马海军驰援
经协调，马来西亚皇家海军军舰“斯里印德拉沙迪号”支援舰在下午3时15分派出一架“非洲小狐”武装直升机到现场，对海盗展开一轮攻击，接着派出二架武装直升機和舰艇前往支援，在下午4時45分成功逼退海盜，其中一艘海盜船在盗逃走时不慎翻覆，货轮船員全部安全。船公司會獎勵全部船員共30萬美元。